# マスノスケ
マスノスケ （鱒の介、𮫼、学名:Oncorhynchus tshawytscha、英: Chinook salmon）は、サケ目サケ科に属する魚。別名キングサーモン（英: King salmon）。

## 分布
サケ目中では最も冷水を好み、アラスカからカムチャツカ半島にかけての北太平洋を中心にオホーツク海、日本海北部などに分布するが、分布数はアラスカ沖の北太平洋に偏る。日本国内ではロシアに回帰する一部の個体が、主に北海道や東北地方の太平洋沿岸で漁獲されるものの、数は多くない。なお、国内には恒常的な産卵場所となる河川は存在しないが、佐渡島や東北地方以北の河川で捕獲された例がある。
孵化後、海洋で1 - 5年ほど生活し、多くの個体は4 - 6年で成熟するが、オスでは、海洋生活が1年程度と考えられる小型早熟の個体が現れる。その後は産卵のため、再び生まれ育った川を目指して遡上する。また、アラスカユーコン川産の個体では、川に入ってから産卵場所となる上流にたどり着くまで、遡上する距離が1,000キロメートルを超えるものも存在する。
寄生虫の分析により、アジア系、カムチャッカ系、アメリカ系の3系統の群れがいることが判明しており、各々の群れの生活様式（遡上から産卵・孵化、降海生活、回遊海域、遡上時期）は異なっている。
1900年代にアメリカからニュージーランド南島に移植され定着し、またワカティプ湖などでは陸封型としても定着している。

## 別名
キングサーモン（King salmon）以外の英語での地方名として、タイイーサーモン（Tyee salmon）、スプリングサーモン（Spring salmon、カナダ）がある。
日本語での別名にはスケ（介）・スケマス（介鱒）・オオスケ（大介）などがある。標準的な和名であるマスノスケやこれらの名称に含まれる「スケ」とは、国司の四等官のうち次官である介（すけ）を意味する。現地赴任する国司のうちの官位筆頭者で任国で強権を振るった受領は、東国の大国たる親王任国の上野国、常陸国、上総国では次官の介であり、普通のサケ（シロザケ）やマス（サクラマス）よりも巨大なこの種を、サケやマスの親分格の存在と見立て、国衙に君臨する介に例えたものである。東北地方には鮭の大助の伝承がある。
鮮魚店などでは「キングサーモン」の名称で販売されていることが多いが、別種であるタイセイヨウサケ（アトランティックサーモン）も同じ「キングサーモン」の名前で並べられている場合も多い。
英語で「king-of-the-salmon」と言うとキングサーモンとは全く異なり、学名「Trachipterus altivelis」和名をクロガシラサケガシラという大型の深海魚である。この英名は、アメリカ先住民の間で本種を殺すとサーモンの遡上が止まると言い伝えられてきた事に由来する。

## 生態

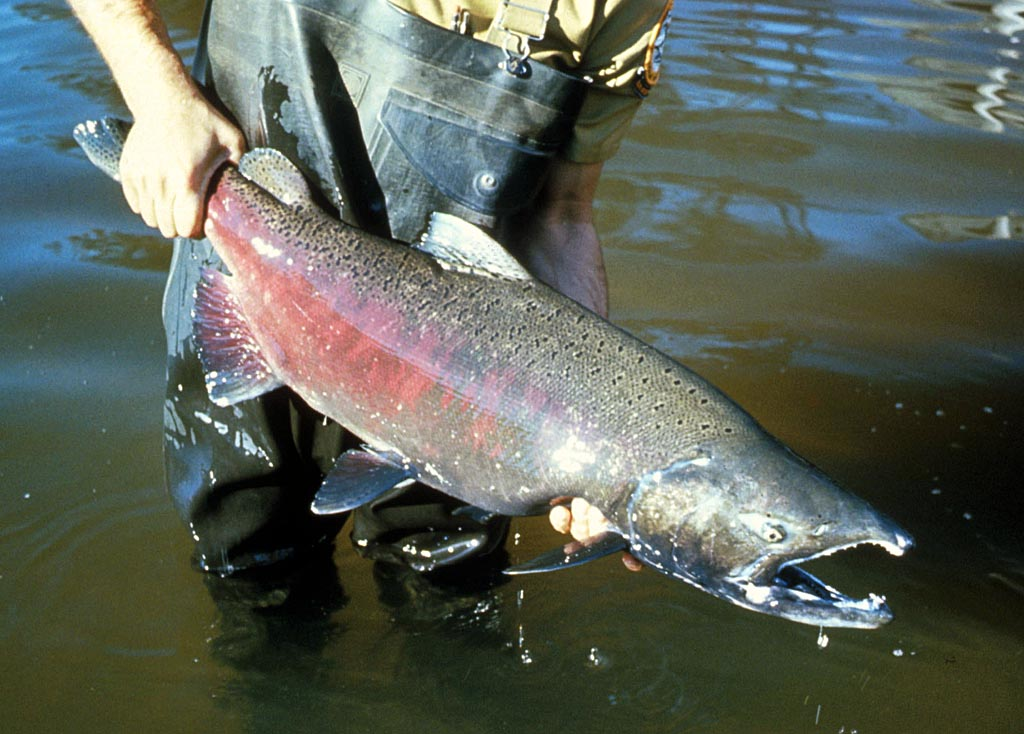
釣り上げられたマスノスケのオス。
身体には婚姻色が表れている。

孵化・浮上後直ち（3ヶ月以内）に降海する個体群は「海洋型」に分類され、孵化後1年から2年をベニザケの様に淡水生活を行った後に降海する個体群は「河川型」分類される。生活史は型の個体群で大きく異なる。同一河川では海洋型よりも河川型の方が産卵時期が早い傾向がある。降海時期は共に、融雪水の増加する4月から6月。産卵期には、幅があり夏の集団と秋の集団が存在する。
- 海洋型（秋サケ）は、主にアラスカの北緯56度以南に生息し、沿岸を生息海域とし海洋での越冬はせず産卵直前に母川回帰する。数ヶ月間の海洋生活の後、7月から12月に遡上を開始し河川型ほど上流までは遡上せず中流から下流域で産卵する。
- 河川型（夏サケ）は、アジア系、カムチャッカ系とも呼ばれ、沖合を生息海域とし1 - 4回の海洋での越冬を行い、2月から7月に遡上を開始し、より上流まで遡上を行い産卵をする。産卵期は、秋から冬。カムチャツカ系の産卵期は7-8月。

サケ科魚類の中ではもっとも大きい部類のもので、過去には体長1.47メートル、体重57キログラムの記録もあるが、通常漁獲される個体は体長90センチメートル、体重は10キログラム前後のものが多い。体色は、背面は黒色点が散在する青緑色、腹部は銀白色をしている。尾鰭には銀色の放射条と黒色斑があることで他のサケ・マスと区別できる。また体に対する目の大きさも、他のサケ・マス類と比較してやや小さめである。

## 用途
本種はサケ類の中でも特に脂肪分が多く、美味とされる。国内で流通するものの多くはアラスカやロシアなどからの輸入もの（主に海中で養殖された個体）であり、日本産は少ない。主な用途は缶詰加工、塩漬けの切り身（焼き魚用）、燻製（スモークサーモン）、刺身など。また卵も他のサケ同様、イクラなどに加工される。

## 交配種
富士の介
ニジマスとキングサーモンの交配種。山梨県水産技術センターによる作出、地域ブランド化を行っている。

## 資源量
タイヘイヨウサケ属の魚はサケ（シロザケ）、ベニザケ、カラフトマスのような動物プランクトンを主に食べて育つ種と、サクラマス、ギンザケのように他の魚類を主に捕食する種に大別されるが、マスノスケは同属の中でも魚食性の代表格で、海域によって変化するが成魚はニシン、イカナゴ、イカなどを捕食する。食物連鎖の上で高位にあることもあり、プランクトン食のサケ類と比べて資源量ははるかに少ない。
1970年代には400万尾の漁獲量があったが、2000年頃には100万尾まで減少している。この間、沖合サケマス漁が資源減少の原因とされた為、公海上の沖合サケマス漁は1992年以降禁漁となったが、資源減少には歯止めが掛かっていない。つまり、資源減少の原因は海洋上での捕獲ではなく、遡上河川に建設されているダムが原因となり淡水生活が大きな影響を受けていると考えられるが、解明はされていない。この他、表面水温の変動の影響を強く受けている との調査結果もある。
日本国内での放流事業は1959年（昭和34年）以降、発眼卵を輸入し北海道内の河川に稚魚を放流している、1964年には十勝川及び日高沿岸で回帰した個体も捕獲された。ただし回帰率が悪いため放流は中止され、日本には定着していない。

## 遺伝子組み換えへの利用
バイオベンチャーのアクアバウンティ・テクノロジーズ (AquaBounty Technologies) は、遺伝子組み換えサケ「アクアドバンテージ・サーモン」を開発した。このサケは、アトランティックサーモンの遺伝子に、マスノスケから成長ホルモンの遺伝子を、また、オーシャンパウトから転写開始の遺伝子領域プロモーターを組込んだ結果、天然のアトランティックサーモンの約半分の期間で、より大型に成長する特徴をもつ。
申請から約20年後の2015年11月19日、アメリカ食品医薬品局（FDA）は、これを食品認可した。これはFDA初の遺伝子組み換え動物の承認となった。
カナダでも2016年5月に政府がアクアドバンテージ・サーモンを食品認可し、翌2017年、カナダでの食用販売が始まった。カナダでは遺伝子組み替えの表示義務がない。環境団体は販売に反対している。

## 文化
アメリカ合衆国オレゴン州では、1961年に州の魚として指定されている。